# Andrena laevis
Andrena laevis är en biart som beskrevs av Osytshnjuk 1983. Andrena laevis ingår i släktet sandbin, och familjen grävbin. Inga underarter finns listade i Catalogue of Life.